# Генріх Рафаель Едуард фон Гандель-Маццетті
Барон Генріх Рафаель Едуард фон Гандель-Маццетті (нім. Heinrich Raphael Eduard von Handel-Mazzetti, 1882–1940) — австрійський ботанік та міколог, мандрівник, дослідник флори Європи (Австрії, Італії, Греції), Китаю, Іраку, Курдистану.

## Біографія
Генріх фон Гандель-Маццетті походив із знатного австрійського роду. Дід Генріха з боку батька, барон Генріх фон Гандель, займав в середині XIX століття високі пости в австрійській армії. Його дружиною була баронеса Кароліна фон Маццетті (нім. Caroline von Mazzetti); оскільки вона була останньою представницею свого роду, Генріх фон Гандель та Кароліна фон Маццетті вирішили об'єднати свої прізвища. У них було декілька дітей, у тому числі Едуард фон Гандель-Маццетті (нім. Eduard von Handel-Mazzetti, 1838–1898), батько вченого. Серед інших представників родини Гандель-Маццетті можна відзначити австрійську письменницю, автора кількох історичних романів Енріку фон Гандель-Маццетті (нім. Enrica von Handel-Mazzetti, 1871–1955), дочка одного з братів Едуарда.
До десяти років освітою Генріха фон Ганделя-Маццетті займалася його мати, після цього він навчався у школі в Інсбруку. У 1901 році поступив до Віденського університету — і вже у віці двадцяти років він опублікував першу наукову роботу, присвячену новим таксонам у флорі північного Тіролю. Великий внесок у становлення Генріха як ученого вніс професор Ріхард Веттштейн (1863–1931).
З 1903 року — на посаді демонстратора у Ботанічному інституті Віденського університету, у 1905 році був підвищений на посаді і став асистентом. На початку 1907 року захистив докторську дисертацію, присвячену роду Кульбаба (Taraxacum), вразивши всіх великим обсягом зібраного матеріалу.
Генріх фон Гандель-Маццетті брав участь у кількох експедиціях в Азію, організованих Австрійською академією наук, займався ботанічними дослідженнями в Китаї, Іраку та Курдистані.
Протягом багатьох років він обіймав посаду куратора відділення ботаніки Віденського Музею природознавства (нім. Naturhistorisches Museum).
Вчений загинув у результаті нещасного випадку: увечері 30 січня 1940 року, вийшовши з Ботанічного інституту, він у темряві (пов'язаній зі світломаскуванням) був збитий німецьким військовим транспортним засобом. 1 лютого він помер у лікарні.

## Почесті
На честь Генріха фон Гандель-Маццетті названо багато видів рослин, такі таксони мають видові епітети handelii, handel-mazzettii або mazzettii. Перелік таких таксонів можна знайти у базі даних International Plant Names Index (IPNI).

## Наукові роботи
Більшість наукових робіт Ганделя-Маццетті присвячені результатам ботанічних експедицій, в яких він брав участь. Деякі з них:
- Monographie der Gattung Taraxacum («Род Taraxacum») // Universität Wien. Botanischer Garten und Botanische Institut. — Leipzig, Wien: F. Deuticke, 1907.(нім.)
- Asclepiadaceae und Apocynaceae («Семейства Asclepiadaceae и Apocynaceae»). — Wien: K.K. Hof- und Staatsdruckerei, 1908.(нім.)
- (В співавторстві із Viktor Pietschmann.) Die Expedition nach Mesopotamien, 1911.(нім.)
- Zur Geographie von Kurdistan. // Aus den Ergebnissen der Mesopotamienexpedition des Naturwissenschaftlichen Orientvereins in Wien, 1910.(нім.)
- Neue Aufnahmen in NW-Yünnan und S-Setschuan (Erläuterungen zur Karte), 1921].(нім.)
- Plantae novae sinenses, 1923.(лат.)
- Naturbilder aus Südwest-China: Erlebnisse und Eindrücke eines Österreichischen Forschers während des Weltkrieges. Österreichischer Bundesverlag für Unterricht, Wissenschaft und Kunst, 1927.(нім.) A Botanical Pioneer In South West China [Архівовано 3 липня 2014 у Wayback Machine.](англ.) (переклад книги на англійську мову на сайті Web Project Paeonia) (Перевірено 24 грудня 2009)
- (В співавторстві із Norbert Lichtenecker.) Kartenaufnahmen in Hunan und ihre geographischen Erbegnisse. // Österreichische Akademie der Wissenschaften. — Denkschriften. 101. Bd., [1928].(нім.)
- Pteridophyta. — Wien: J. Springer, 1929.(нім.)
- Anthophyta. — Wien: J. Springer, 1929–1936.(нім.)
- (В співавторстві із V. F. Brotherus и др.) Symbolae sinicae: botanische Ergebnisse der Expedition der Akademie der Wissenschaften in Wein nach Südwest-China, 1914–1918. // Österreichische Akademie der Wissenschaften. — Wien: J. Springer, 1929–1937.(нім.)
- (В співавторстві із Oscar Drude.) Der ökologe auf reisen. // Handbuch der biologischen Arbeitsmethoden … 25 cm. abt. XI, Methoden zur erforschung der leistungen des pflanzenorganismus. t. 5 (1932) p. [57]—76.(нім.)
- (В співавторстві із Karl von Keissler и Heinrich Lohwag.) Fungi. // Österreichische Akademie der Wissenschaften. — Wien: J. Springer, 1937.(нім.)
- Reise-Bilder aus Mesopotamien und Kurdistan…(нім.)